# Vitrivka, Iampol
Vitrivka (în ucraineană Вітрівка) este un sat în comuna Trosteaneț din raionul Iampol, regiunea Vinița, Ucraina.

## Demografie
Componența lingvistică a localității Vitrivka
     Ucraineană (99,48%)
     Alte limbi (0,52%)
Conform recensământului din 2001, majoritatea populației localității Vitrivka era vorbitoare de ucraineană (99,48%), existând în minoritate și vorbitori de alte limbi.